# ハンコヤドットコム
株式会社ハンコヤドットコム（英: hankoya.com, Inc.）は、大阪府大阪市に本社を置き、印章やスタンプ等を中心にオフィス用品などを扱うオンラインショッピングサイトを運営する日本の企業である。
ラクスルの完全子会社。

## 概要
藤田優は父親の事業である飲食店のポップやメニューをパソコンで作成していた。
独学でプログラミングを習得し、父の経営する飲食店のホームページを作成したが、米国では既にインターネットで物を売ることが急速に広まっており、藤田自身も日本でのインターネット通販の可能性があると考えた。
はんこの卸売を行っていた知人に頼み印鑑を仕入れて、飲食店のホームページ上で印鑑を売り始めたことが切っ掛けである。
1998年、ハンコヤドットコムのドメインを取得しそれまでの飲食店経営から離れて、インターネット通販に専念。
2000年、株式会社ハンコヤドットコムを設立。

## 沿革
- 1998年9月 - ハンコヤドットコムEC通販サイトで創業
- 2000年3月 - 大阪市中央区に株式会社ハンコヤドットコム（資本金10,000千円）を設立
- 2001年5月 - 製造・出荷拠点を大阪市中央区から大阪市西区阿波座に移転
- 2008年11月 - 本社を大阪市西区靱本町に移転
- 2014年9月 - 株式会社ハンコヤドットコムを新設分割、継承会社を株式会社AmidAに商号変更[2]。
- 2016年7月 - 吸収分割によりホールディングス体制を構築、グループ持株管理会社として株式会社AmidAホールディングスに商号変更[3]。
- 2018年12月20日 - 東京証券取引所マザーズへ上場。
- 2023年
  - 9月26日 - ラクスルによる株式公開買付けが成立[4]。
  - 10月27日 - 東京証券取引所グロース市場上場廃止[5]。
  - 10月31日 - 株式売渡請求によりラクスルの完全子会社となる。
- 2024年7月1日 - AmidAホールディングスが株式会社ハンコヤドットコム（2代）と株式会社AmidAを吸収合併。同時にAmidAホールディングスの商号を株式会社ハンコヤドットコムに再度変更[6]。

## 主なサービス
- ハンコヤドットコム - ポータルサイト
- シャチハタ館 - シャチハタ印鑑通販専門店
- ゴム印.com - ハンコヤドットコムのゴム印専門店
- 表札館 - 表札の専門通販サイト
- 名入れカレンダー.com - 業務用カレンダーの専門通販サイト

## CM・広告出演者
- 遠藤憲一（2016年6月 - ）※イメージキャラクター
- 影平隆一、種市桃子（2019年11月 - ）ラジオCM[7]
- みうらじゅん（2020年2月 - ）[8]
- ロマ・トニオロ（2020年2月 - ）